# 10 cm NbW 40
10 cm ネーベルヴェルファー 40(10 cm NbW 40)とは、第二次世界大戦でドイツ国防軍が使用した化学兵器戦用の重迫撃砲（ネーベルヴェルファー）である。
前任の10 cm NbW 35に比べて射程は2倍近くにまで延伸されているが、重量は800kgと約8倍にまで増加したため砲架には牽引時に使用する車輪が標準装備となっている。
このNbW 40もドイツ軍にとっては間に合わせの暫定装備に過ぎなかった上に重量とコストも嵩んだため、陸軍では1941年に本命である多連装ロケットランチャー方式の15 cm NbW 41  (15 cm Nebelwerfer 41) や28/32 cm NbW 41  (28/32 cm Nebelwerfer 41) が登場するとそちらに更新されていったが、NbW 40も通常の迫撃砲として敗戦まで運用が続けられた。

## リファレンス
- Gander, Terry and Chamberlain, Peter. Weapons of the Third Reich: An Encyclopedic Survey of All Small Arms, Artillery and Special Weapons of the German Land Forces 1939-1945. New York: Doubleday, 1979 ISBN 0-385-15090-3